# Georgi Obretenow

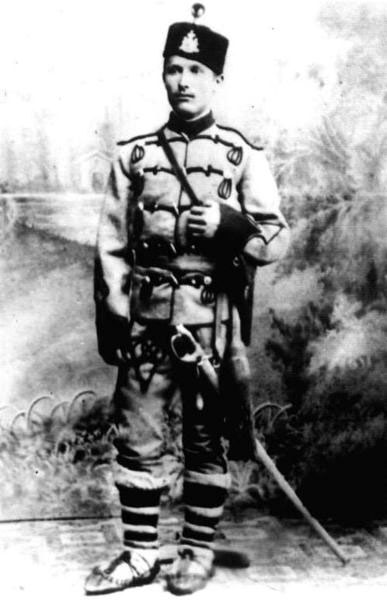
Georgi Obretenow

Georgi Tichow Obretenow (auch Georgi Tihov Obretenov geschrieben; bulgarisch Георги Тихов Обретенов; * um 1849 in Russe, damals Osmanisches Reich; † 10. Mai 1876 bei Nejkowo, heute in Bulgarien) war ein bulgarischer Revolutionär und Freiheitskämpfer. Obretenow nahm am gescheiterten Stara-Sagora-Aufstand von 1875 teil. Ein Jahr später war er Mitorganisator und Führer des ebenfalls blutig niedergeschlagenen Aprilaufstandes. Er war militärischer Ausbilder der Aufständischen in der II. revolutionären Region Sliwen. Umzingelt vom türkischen Militärs und Freischärlern beging er während des Aufstandes Selbstmord.